# درویش ناصرعلی
شیخ اسدالله ایزدگشسب شمس گلپایگانی ملقب به درویش ناصر علی (۱۳۰۳–۱۳۶۶) قمری در اصفهان شاعر، حکیم، عارف و نویسنده ایرانی بود.
وی تا هجده سالگی در زادگاه خود تیسیه به تحصیل علوم ادبی و عربی پرداخت. از آن پس برای ادامهٔ تحصیل به اصفهان رفت و حکمت و کلام را نزد استادان این شهر فرا گرفت. در سال ۱۲۸۰ شمسی به نجف اشرف رفت و چند سالی در عراق به تحصیل فقه و اصول و حکمت پرداخت. شمس آنگاه به ایران آمد و مسافرت‌هایی به تهران و مشهد نموده و خدمت بعضی از مشایخ صوفیه رسید و سرانجام دست ارادات به ملا سلطان محمد گنابادی سلطانعلیشاه داد. پس از مرگ سلطانعلیشاه خدمت فرزند او ملاعلی نورعلیشاه ثانی رسیده و تجدید عهد نمود. پس از مرگ نورعلیشاه ثانی با جانشین او صالحعلیشاه تجدید عهد نموده و در سال ۱۳۱۰ هجری شمسی مطابق با ۱۳۵۰ هجری قمری از طرف او مجاز در ارشاد شده و درویش ناصرعلی لقب یافت. شمس سال‌ها در فرهنگ اصفهان به شغل آموزگاری پرداخت. در سال ۱۳۰۵ شمسی مجله‌ای به نام عنقا تأسیس کرد و به مدت یک‌سال به نشر آن پرداخت. وی در اصفهان درگذشت و در مقبره‌ای به نام تکیه درویش ناصرعلی در تخت فولاد اصفهان دفن شد.

## آثار
- شمس‌التواریخ
- اسرارالعشق
- هدایةالامم
- معرفةالروح
- نامهٔ سخنوران
- دیوان شعر[۱]

## تخریب مقبره
مقبره او (تکیه ایزد گشسب) در نیمه شب چهارشنبه ۳۰ بهمن ماه ۱۳۸۷ در تخت فولاد اصفهان توسط نیروهای امنیتی، یگان ویژه، اماکن و شهرداری محاصره شده و بعد کتابخانه و کلیه وسایل و اقلام موجود در آن جمع‌آوری و کلیه ساختمان‌های اطراف مقبره (ساختمان قدیمی و حسینیه محل برگزاری مجالس دینی) با بلدوزر تخریب شد. این مقبره تحت نظارت سازمان میراث فرهنگی نیز بوده و در فهرست آثار ملی سازمان میراث فرهنگی کشور به ثبت رسیده بود.